# Pomona Island
Pomona Island är en ö i Kanada.   Den ligger i territoriet Nunavut, i den nordöstra delen av landet, 2 700 km norr om huvudstaden Ottawa. Arean är 4,7 kvadratkilometer.
Terrängen på Pomona Island är platt. Öns högsta punkt är 119 meter över havet. Den sträcker sig 2,7 kilometer i nord-sydlig riktning, och 3,3 kilometer i öst-västlig riktning.